# Philipp Nicolai
Philipp Nicolai (Mengeringhausen, 10 de agosto de 1556- Hamburgo, 26 de outubro de 1608) foi um pastor luterano, poeta e compositor,autor de dois hinos famosos: Wachet auf, ruft uns die Stimme e Wie schön leuchtet der Morgenstern. Estes dois corais têm inspirado muitos compositores, incluindo Johann Sebastian Bach, cuja cantatas Wie schön leuchtet der Morgenstern, BWV 1 e Wachet auf, ruft uns die Stimme, BWV 140, são neles inspiradas.
Os dois hinos são por vezes referidos como o Rei e a Rainha dos corais, respectivamente. A transcrição deste último para órgão, publicada no Chorales Schübler, tornou-se mundialmente famosa. Nicolai é considerado o último exemplo da Tradição Meistersinger, em que as palavras e texto, música e melodia são compostos por uma mesma pessoa.
Ele é lembrado como um escritor de hinos no calendário dos santos da Igreja Luterana em 26 de outubro, juntamente com Johann Heermann e Paul Gerhardt.